# Cesare Benedetti
Cesare Benedetti (Rovereto, 3 de agosto de 1987) es un ciclista italiano, nacionalizado polaco, que fue profesional entre 2010 y agosto de 2024.

## Trayectoria
Como amateur ganó el Trofeo Edil C 2008 como prueba más prestigiosa debutando como profesional con el Liquigas como stagiaire a finales de 2009. En 2010 fichó por el Team NetApp donde permanece en la actualidad.
En agosto de 2021 pasó a competir bajo nacionalidad polaca después de haberla adquirido meses atrás al llevar varios años viviendo en el país y estar casado con una polaca. En la prueba más importante del territorio, el Tour de Polonia, puso fin a su carrera en agosto de 2024 y siguió ligado al Red Bull-BORA-hansgrohe como director deportivo.

## Palmarés
2019
- 1 etapa del Giro de Italia

## Resultados en Grandes Vueltas y Campeonatos del Mundo
Durante su carrera deportiva consiguió los siguientes puestos en las Grandes Vueltas y en los Campeonatos del Mundo en carretera:
| Carrera         | Carrera         | 2010 | 2011 | 2012  | 2013 | 2014 | 2015 | 2016  | 2017  | 2018  | 2019 | 2020 | 2021  | 2022  | 2023  | 2024 |
| --------------- | --------------- | ---- | ---- | ----- | ---- | ---- | ---- | ----- | ----- | ----- | ---- | ---- | ----- | ----- | ----- | ---- |
|                 | Giro de Italia  | —    | —    | 107.º | —    | —    | —    | —     | 115.º | 108.º | 74.º | 94.º | 103.º | 120.º | 102.º | —    |
|                 | Tour de Francia | —    | —    | —     | —    | —    | —    | 128.º | —     | —     | —    | —    | —     | —     | —     | —    |
|                 | Vuelta a España | —    | —    | —     | —    | —    | —    | 93.º  | Ab.   | —     | —    | —    | 107.º | —     | —     | —    |
| Mundial en Ruta | Mundial en Ruta | —    | —    | —     | —    | —    | —    | —     | —     | —     | —    | —    | 46.º  | —     | —     | —    |

—: no participa
Ab.: abandono

## Equipos
- Liquigas (2009)
- NetApp/Bora (2010-2024)[4]
  - Team NetApp (2010-2012)
  - Team NetApp-Endura (2013-2014)
  - Bora-Argon 18 (2015-2016)
  - Bora-Hansgrohe (2017-2024)[5]
  - Red Bull-BORA-hansgrohe (2024)[6]